# Batman vs. Robin
Batman vs. Robin è un film d'animazione del 2015 diretto da Jay Oliva. 
Fa parte dei DC Universe Animated Original Movies ed è l'adattamento, con alcune modifiche, della serie sul supereroe La Corte dei Gufi del 2012, scritta da Scott Snyder. Si tratta inoltre del sequel di Son of Batman ed è il quinto capitolo del cosiddetto DC Animated Movie Universe.

## Trama
Dopo aver rubato la Batmobile, Robin raggiunge un deposito abbandonato in cui sospetta si trovino alcuni bambini rapiti. La sua teoria trova conferma e comincia quindi a combattere con Anton Shott, il Fabbricante di Bambole, che ha trasformato alcune delle sue piccole vittime nel suo esercito personale. Poco dopo i due vengono raggiunti da Batman, che libera gli ostaggi mentre suo figlio si lancia all'inseguimento di Shott. Dopo averlo messo alle strette decide di non ucciderlo, ma proprio in quel momento uno strano uomo incappucciato compare dal nulla e, dicendogli di fidarsi dei suoi istinti, strappa il cuore dal petto di Shott con un solo colpo. Batman, sopraggiunto poco dopo, trova sul cadavere una piuma di gufo.
Tornati a casa Bruce cena con la sua nuova compagna, Samantha Vanaver, alla quale mostra il suo progetto di miglioramento della città, presentandole inoltre Damian dicendole tuttavia di essere solo il suo tutore. Il rapporto tra il piccolo e il padre vive parecchi alti e bassi, sia con la maschera che senza, soprattutto perché tra i due scarseggia la fiducia reciproca e perché Damian si dimostra ancora fortemente legato alla ideologia di suo nonno Ra's al Ghul. Batman esce quindi per la solita ronda e lascia Damian ad allenarsi con Dick Grayson, con il quale la rivalità come "figlio prediletto" di Bruce è sempre più forte; giunto al museo cittadino, Batman viene attaccato da tre uomini camuffati esattamente come l'assassino di Shott: Bruce riesce a tenere loro testa con grandissima difficoltà perché i tre si dimostrano dotati di capacità rigenerative tutt'altro che umane. Poco prima di infliggergli il colpo di grazia, i tre letteralmente si sciolgono e Bruce viene recuperato da Alfred e Dick.
Damian approfitta della situazione ed esce di nuovo di pattuglia all'insaputa del padre: giunto in città ferma due malintenzionati, che se la stavano prendendo con una coppia, e in quel momento viene avvicinato dall'uomo che ha ucciso il Fabbricante di Bambole. L'individuo, che si fa chiamare Artiglio, lo conduce nel suo rifugio e gli spiega che loro due si assomigliano perché sanno che non è possibile fermare veramente il crimine senza superare i limiti che invece Batman si è posto. Damian ascolta con attenzione e riceve in regalo un pugnale e la proposta di unirsi alla Corte dei gufi, una potente e antica organizzazione segreta formata dai più ricchi cittadini di Gotham che ha lo scopo di prendere in mano le redini della città per condurla fuori dalla spirale di criminalità e violenza che l'avvolge.
Bruce, alcuni giorni dopo, mentre si sta recando in auto ad un incontro con Samantha, viene rapito da alcuni uomini in maschera e, dopo essere stato addormentato, condotto al quartier generale della Corte, che lui stesso da piccolo aveva cercato poiché li riteneva responsabili della morte dei suoi genitori, e riceve anch'egli la proposta di unirsi all'organizzazione direttamente dal Gran Maestro; Bruce chiede quindi un po' di tempo per meditare sulla proposta e intanto piazza una cimice nella maschera che gli viene offerta. Poco dopo l'incontro con Wayne, il Gran Maestro, Artiglio e altri membri della Corte raggiungono i loro laboratori sotterranei, nei quali riescono a riportare temporaneamente in vita dei cadaveri, che vanno ad ingrossare le loro file; Artiglio stesso riceve la notizia che un giorno anche lui dovrà sottoporsi a tale procedura e la cosa, sebbene non lo dia a vedere, lo inquieta non poco.
Uscito dalla Corte, Artiglio e Robin raggiungono alcuni malavitosi ma il piccolo rifiuta di ucciderne il boss; Batman, poco dopo, li raggiunge sul tetto di un palazzo e Damian gli impedisce di inseguire Artiglio: tra i due nasce quindi uno scontro, che si conclude con Robin che si rifiuta di uccidere suo padre ma che al tempo stesso ritorna da Artiglio, che nel frattempo ha raggiunto la sua amante Samantha.
Batman, sfruttando il segnale della cimice precedentemente piazzata, raggiunge di nuovo il quartier generale della Corte e viene anche lui invitato ad unirsi a loro; durante il tragitto attraverso le fogne, tuttavia, un gas psicotropo assorbito dalla pelle fa il suo effetto e il cavaliere oscuro cade vittima di alcune terribili allucinazioni, al termine delle quali si risveglia davanti ad Alfred e Dick e deciso più che mai a salvare Damian dalla Corte. Questi intanto viene condotto da Artiglio proprio al loro quartier generale, dove viene obbligato a togliersi la maschera come pegno della sua fiducia e come prova per diventare un membro effettivo: riconosciuto come il figlio di Wayne e capito che questi è in realtà Batman, Damian viene imprigionato per fare da esca per il padre e Artiglio riceve l'ordine di ucciderlo.
Artiglio, che rivede in Damian sé stesso da piccolo, decide tuttavia di non eseguire l'ordine e comincia a massacrare i membri della Corte; per ultimo elimina proprio il Gran Maestro, sotto la cui maschera si celava Samantha; fatto ciò chiude in una delle vasche per il trattamento dei cadaveri Robin e si dirige a villa Wayne assieme agli altri soldati della Corte deciso ad eliminare per sempre Batman. Lo scontro vede coinvolti anche Dick e Alfred, che poco dopo riceve da Damian, riuscito a liberarsi dalla prigionia, la notizia che i soldati della Corte sono vulnerabili alle temperature sottozero. Il maggiordomo attiva quindi un'armatura speciale, che Batman indossa subito, per poi raggiungere la centrale termica della Batcaverna e congelare tutti i soldati.
Batman e Artiglio danno quindi vita ad uno scontro brutale e solo l'intervento di Damian evita il peggio: questi, ormai affezionato al padre, punta il pugnale che Artiglio gli aveva regalato alla sua gola e l'uomo, ripetendogli di fidarsi dei suoi istinti, gli afferra la mano e si trafigge la gola. Bruce, a questo punto, riaccoglie il figlio in casa, ma Damian sente la necessità di andarsene per capire chi in realtà sia e quale sia il suo posto nel mondo. Abbracciato quindi il padre, parte alla volta di un monastero in cima alle impervie montagne dell'Himalaya, dove già Bruce si era recato per lo stesso motivo.